# إدارة السلوك التنظيمي
إدارة السلوك التنظيمي (OBM) يعد شكلاً من أشكال تحليل السلوك التطبيقي (ABA) والذي يعمل على تطبيق مبادئ علم النفس في كل من السلوك التنظيمي والتحليل التجريبي للسلوك على المنظمات لتحسين أداء كل من الفرد والمجموعة ولتحقيق الأمان للعامل. جوانب التطبيق تتضمن: تحليل الأنظمة، الإدارة، التدريب، تطوير الأداء. السلوك التنظيمي مشابه لإدارة الموارد البشرية لكن يركز أكثر على على تحليل السلوك التطبيقي وعلى نظرية الأنظمة.
العديد من تدخلات إدارة السلوك التنظيمي شملت العمل مع معالجين نفسيين لزيادة ساعاتهم المدفوعة.
تستمد إدارة السلوك التنظيمي مبادئ وقواعد من العديد من التخصصات: كتحليل أنظمة السلوك وإدارة الأداء، على الرغم من أن هناك بعض الجدل[مِن قِبَل مَن؟]
```
حول ما إذا كان تبني قواعد ومبادئ من تخصصات خارج حقل تحليل السلوك يدخل ضمن تعريف السلوك التنظيمي.
[
7
]
 التخصصات ذات العلاقة تشمل 
الأمان المبني على السلوك
 
وهندسة السلوك
.
[
8
]
[
9
]
```

## لمحة تاريخية
تاريخ التخصص قابل للجدال. الدكتور أليس ديكنسون نشر مقالة في عام 2000 يناقش فيها تاريخ التخصص. حددت المقالة أن التخصص ظهر من ضمن تخصص تحليل السلوك. أول نشر معتبر لتطبيق المبادئ السلوكية على تخصص التجار والصناعة كانت تعليمات مبرمجة، ومع ذلك كان هذا التطبيق قبل ظهور إدارة السلوك التنظيمي كتخصص. جامعة ميتشجان الغربية هي أول جامعة تقدم برنامج أكاديمي في إدارة السلوك التنظيمي وتحليل الأنظمة. الدكتور ديك مالوت هو أول معلم يقوم بتدرس هذا البرنامج.
من أوائل البرامج المقدمة في إدارة السلوك التنظيمي برنامج أسسته جامعة نوتردام في عام 1975 مع وصول مارتن ويكوف، أول طالب متخرج من البرنامج. قبل وصول ويكوف لنوتردام قام هو وبوب كوهلنبرق، بروفسور علم النفس من جامعة واشنطن، وتيرانس ميتشل من جامعة فوستر للتجارة بالقيام بدراسة محكمة تعد من أول الدراسات التي أجريت في مجال السلوك التطبيقي في التجارة، في هذه الحالة، لتحسين أداء موظفي البقالات. تم تقديم هذه الدراسة في معرض 1976 MABA في شيكاغو وكان تطبيقها على مجال التجارة جديد وغير مألوف، وضع هذا البحث تحت التصنيف «ترتيبات المعيشة التجريبية» لتأكيد وضعه كأحد التطبيقات الرائدة لإدارة السلوك التنظيمي. حينها ولد فريق بحث إدارة السلوك التنظيمي ويكوف-كرويل-اندريسون في نوتردام.

## مجلة إدارة السلوك التنظيمي (JOBM)
نشر أول عدد من المجلة عام 1977. اوبري دانيالز كان أول محرر للمجلة. اسم التخصص تم أخذه من اسم المجلة. تخصص إدارة السلوك التنظيمي ينشر بشكل ربع سنوي. تم تصنيف هذه المجلة كثالث مجلة مؤثرة في مجالها في عام 2003.
بناء على مراجعة نولن وغيره في 1999 للمقالات، تبين التالي:
أول ثلاثة مواضيع هي الإنتاجية، والجودة، ورضا العملاء، والتدريب والتطوير.
- %95 من المقالات المنشورة كات تجريبية و5% كانت ارتباطية.
- %80 من المقالات المنشورة كانت ميدانية و20% كانت مختبرية.
- %57 من أسئلة البحث كانت نظرية و45% كانت تطبيقية.

طريقة البحث الأكثر استخداماً هي تصميم ضمن أفراد الدراسة (within subjects design).

## الإدارة العلمية
من الممكن أن يتم اعتبار إدارة السلوك التنظيمي كإحدى الفروع غير المتوافقة مع الإدارة العلمية، والتي استمدت أصولها بالأساس من تايلور. الاختلاف الأساسي بين الإدارة العلمية وإدارة السلوك التنظيمي من الممكن اعتباره اختلاف على مستوى أساسات المفهوم نفسه: إدارة السلوك التنظيمي مستمدة من علم السلوك البشري لبورهوس فريدريك سكينر. بسبب أن الأشخاص المختلفين يتصرفون بطريقة مختلفة إزاء الموقف نفسه، فالعديد من الدراسات من محتلف التخصصات باستخدام طرق بحثية مختلفة سببت ارتباك ولبس ومنعت من أن يكون هناك مفهوم واحد للسلوك التنظيمي. على سبيل المثال، الدرسات الهارثونية، والتي قام فيها علماء اجتماع بمحاولة لتحسين إنتاجية العمال عن طريق تغيير الإضاءة في مكان العمل، وجدت أن إنتاجية العمال زادت فقط بسبب الملاحظة وليست بسبب تحسين الإضاءة لكن بسبب أن هناك من اهتم فيهم. أيضاً، هذه الدراسة تشير إلى الدرجة الاجتماعية في هرم ماسلو للحاجات، بالأخص الحاجة إلى الانتماء.

## إدارة الجودة
التشابه بين أدوات إدارة السلوك التنظيمي وإجراءات مايطلق عليه حراك الجودة مثل (ايزو) تم توثيقه من قبل ويكوف بالمقالة التي تم اختيارها الأفضل في السنة والمنشورة في ISPI، بعنوان حراك الجودة يلبي تقنيات الأداء.

## روابط خارجية
- مجلة إدارة السلوك التنظيمي (JOBM)
- http://www.obmnetwork.com/
- التدريب على إدارة الالتزام